# Dampierre-en-Burly
Dampierre-en-Burly – miejscowość i gmina we Francji, w Regionie Centralnym, w departamencie Loiret. Nazwa miejscowości pochodzi od imienia św. Piotra.
Według danych na rok 1990 gminę zamieszkiwało 915 osób, a gęstość zaludnienia wynosiła 19 osób/km² (wśród 1842 gmin Regionu Centralnego Dampierre-en-Burly plasuje się na 434. miejscu pod względem liczby ludności, natomiast pod względem powierzchni na miejscu 99.).